# Phyllanthus marianus
Phyllanthus marianus är en emblikaväxtart som beskrevs av Johannes Müller Argoviensis. Phyllanthus marianus ingår i släktet Phyllanthus och familjen emblikaväxter. Inga underarter finns listade i Catalogue of Life.